# 大洋洲地區世界遺產列表
太平洋地區世界遺產列表目前包括11個大洋洲國家的世界遺產。
依照联合国教科文组织的划分，世界遗产所在地区共分为五类：
- 非洲（/）
- 亚洲和太平洋地区（/）
- 阿拉伯国家（/）
- 欧洲和北美地区（/）
- 拉丁美洲和加勒比地区（/）

本列表显示的是其中「亚洲和太平洋地区」类别下的一部分。

## 澳大利亚
3项文化遗产，12项自然遗产，4项双重遗产。
- 卡卡杜国家公园（自文，1981年，1987年，1992年）
- 大堡礁（自，1981年）
- 威兰德拉湖区（自文，1981年）
- 塔斯马尼亚荒野（自文，1982年，1989年）
- 豪勋爵群岛（自，1982年）
- 澳大利亚的冈瓦纳雨林（自，1986年，1994年）
- 烏魯汝－卡塔楚塔國家公園（自文，1987年，1994年）
- 昆士蘭濕熱帶地區（自，1988年）
- 西澳大利亚的鯊魚灣（自，1991年）
- 弗雷澤島（自，1992年）
- 澳大利亚哺乳动物化石地点群（英语：Australian Fossil Mammal Sites (Riversleigh / Naracoorte)）（里弗斯利/纳拉库特）（自，1994年）
- 赫德島和麥克唐納群島（自，1997年）
- 麦夸里岛（自，1997年）
- 大蓝山山脉地区（自，2000年）
- 波奴魯魯國家公園（自，2003年）
- 皇家展览馆和卡尔顿园（文，2004年）
- 悉尼歌剧院（文，2007年）
- 澳大利亚监狱遗址（文，2010年）
- 宁格罗海岸（自，2011年）

## 斐济
1项文化遗产。
- 莱武卡（文，2013年）

## 基里巴斯
1项自然遗产。
- 菲尼克斯群島保護區（自，2010年）

## 密克罗尼西亚联邦
1项文化遗产。
- 南马都尔：东密克罗尼西亚庆典中心（文，2016年）

## 马绍尔群岛
1项文化遗产。
- 比基尼环礁，核试验场（文，2010年）

## 新西兰
2项自然遗产，1项双重遗产。
- 汤加里罗国家公园（自文，1990年，1993年）
- 蒂瓦希波乌纳穆—新西兰西南部（自，1990年），包括四個國家公園，分別是奧拉基/庫克山國家公園、峽灣國家公園、艾斯派林山國家公園及韦斯特兰泰普提尼国家公园
- 新西兰亚南极群岛（自，1998年）

## 帕劳
1项双重遗产。
- 洛克群岛-南部泻湖（自文，2012年）

## 巴布亞新幾內亞
1项文化遗产。
- 库克早期农业遗址（文，2008年）

## 所罗门群岛
1项自然遗产。
- 东伦内尔岛（自，1998年）

## 瓦努阿图
1项文化遗产。
- 洛伊·玛塔酋长的领地（文，2008年）

## 其他地區
- 拉帕努伊國家公園（文，1995年），智利復活節島[1]
- 新喀里多尼亚潟湖：礁石多样性和相关生态系统（自，2008年）
- 塔普塔普阿泰（文，2017年，位于法属波利尼西亚赖阿特阿岛）
- 夏威夷火山國家公園（自，1987年）
- 帕帕哈瑙莫夸基亚（自文，2010年）
- 亨德森岛（自，1988年，位于属地皮特凯恩群岛）